# میشل مک‌کیهان
میشل مک‌کیهان (به انگلیسی: Michelle McKeehan) (زادهٔ ۹ نوامبر ۱۹۸۹) شناگر اهل ایالات متحده آمریکا است.